# Mesjid Ulim Tunong
Mesjid Ulim Tunong is een bestuurslaag in het regentschap Pidie Jaya van de provincie Atjeh, Indonesië. Mesjid Ulim Tunong telt 175 inwoners (volkstelling 2010).